# James Mitchell Baker
James Mitchell Baker, južnoafriški general, * 14. februar 1878, † 14. december 1956.